# Johnson City (Tennessee)
Johnson City è una città degli Stati Uniti d'America, nelle contee di Washington, Carter e Sullivan, nello Stato del Tennessee.